# Кјери
Кјери (итал. Chieri) је насеље у Италији у округу Торино, региону Пијемонт.
Према процени из 2011. у насељу је живело 32169 становника. Насеље се налази на надморској висини од 289 м.

## Становништво
| 1936.  | 1951.  | 1961.  | 1971.  | 1981.  | 1991.  | 2001.  | 2011.  |
| ------ | ------ | ------ | ------ | ------ | ------ | ------ | ------ |
| 13.736 | 14.804 | 19.688 | 30.511 | 30.960 | 31.292 | 32.868 | 35.962 |